# Быстрая коммутация пакетов
Быстрая коммутация пакетов (БКП) (англ. FPS - Fast Packet Switching) — упрощённая коммутация пакетов по виртуальным соединениям при использовании цифровых трактов передачи с малым уровнем двоичных ошибок, меньшим, чем у «шумящих» аналоговых телефонных каналов с параметрами 1 ошибочный бит на 1000—100000 переданных бит. БКП лежит в основе ряда современных цифровых широкополосных пакетных систем.
Упрощения состоят в следующем:
- для обмена пакетированными данными не в реальном масштабе времени, требующих доставки отправленной информации без ошибок, функции обнаружения и исправления двоичных ошибок за счёт повторной передачи (англ. ARQ - Automatic Repeat reQuest) вынесены за пределы сети на оконечные точки приёма и передачи[3];
- для интерактивных служб, например, речи и видео, имеющих некоторую избыточность, пакеты с ошибками повторно не передаются ни на одном уровне ЭМВОС, а просто отбрасываются[4]. Возможно также отбрасывание пакетов без ошибок, но с чрезмерной задержкой следования через сеть связи[4][5].

В результате указанных упрощений продвижение пакетов через сеть стало возможным реализовать аппаратным образом, с помощью двоичной схемотехники. Это позволяет достигать высоких скоростей передачи и коммутации на сети с БКП. Установление самих виртуальных соединений выполняется обычным образом, то есть, с применением процессорного ресурса.

## История
- В 1979 году П. Кермани и Л. Клейнрок опубликовали работу[6], в которой предложили и путём математического моделирования исследовали новый в то время способ коммутации пакетов (англ. Virtual Cut-Through), где пакет передавался далее по сети сразу после получения его заголовка. Таким образом, при небольшой загрузке сети такой способ по значениям задержки передачи приближался к коммутации каналов, а при высокой — к обычной коммутации пакетов, поскольку при занятости исходящего канала пакет приходилось принимать полностью и ставить в очередь в буфер. Предложенная техника коммутации предусматривала восстановление пакетов с выявленными ошибками за счёт повторной передачи. Инициировать её должен был узел сети (например, оконечный на приёме) с соответствующими функциями, и не работающий при этом в режиме Cut-Through, то есть, он должен был принимать пакеты целиком.

- Одной из первых разработок в области БКП была система Джонатана Тёрнера[7], защищённая рядом патентов США. В 1977—1983 годах Тёрнер работал в Лабораториях Белла, штат Иллинойс, и в 1981—1983 годах был главным разработчиком системы БКП переменной длины для совместной передачи речи и данных[4]. В этой системе основной режим работы был ориентирован на передачу пакетов по виртуальным соединениям. Максимальная длина пакета могла составить 144 октета (144x8=1152 бита). При необходимости была предусмотрена и поддержка дейтаграммного режима работы. Коммутаторы предполагалось подключать к системам передачи T1 (1,544 Мбит/с). Система БКП была подробно разработана: так, двоичное самомаршрутизирующее многоярусное коммутационное поле (КП, англ. SF -  Switch Fabric) имело 10 ярусов, 1024 порта и состояло приблизительно из 1.300 СБИС. Через КП пакеты передавались со скоростью 12 Мбит/с, то есть, в 8 раз быстрее, чем через внешние системы T1. Таким образом, по расчётам Тёрнера, при загрузке систем T1 на 85 %, загрузка КП составляет менее 11 %, а при использовании второй параллельной плоскости КП — менее 6 %. Учёт задержки при передаче речевых пакетов осуществлялся с помощью временной метки (англ. Time Stamp), содержащейся в каждом пакете [5]. При этом, если задержка превышала допустимое значение, то пакет, даже не имеющий двоичных ошибок, отбрасывался.

- Коммутационное поле системы Дж. Тёрнера
- КЭ для коммутац. поля Тёрнера

- Во второй половине 1980-х годов в разработках принимали участие телекоммуникационные фирмы ряда стран мира, помимо США, — французские, японские и др., при этом фокус переместился на системы с постоянной (фиксированной) длиной пакетов.

## Применения
На принципах БКП построены следующие практические системы:
- Асинхронной передачи данных (англ. ATM - Asynchronous Transfer Mode), с пакетами (ячейками) постоянной длины. В 1991 году для разработки и развития техники ATM был создан Форум ATM[8];
- Трансляции кадров (англ. FR - Frame Relay), с пакетами (кадрами) переменной длины. Соответствующий Форум трансляции кадров организован также в 1991 году[8];
- Фрагментирования на пакеты с «метками» в интернет-сетях (англ. MPLS - MultiProtocol Label Switching). Форум MPLS создан в 2000 году[8].

В 2009 году эти Форумы объединены в единый Широкополосный форум (англ. Broadband Forum).